# Крістоф Крамер
Крістоф Крамер (нім. Christoph Kramer, нар. 19 лютого 1991, Золінген) — німецький футболіст, півзахисник клубу «Боруссія» (Менхенгладбах).
Виступав, зокрема, за клуби «Баєр 04» та «Бохум», а також національну збірну Німеччини.

## Клубна кар'єра
Народився 19 лютого 1991 року в місті Золінген. Вихованець юнацьких команд футбольних клубів «Грефрат», «Баєр 04» та «Фортуна» (Дюссельдорф).
У дорослому футболі дебютував 2010 року виступами за другу команду клубу «Баєр 04», в якій провів один сезон, взявши участь у 27 матчах чемпіонату. До складу головної команди леверкузенського клубу пробитися не зміг, натомість 2011 року був відданий в оренду до «Бохума», в якому відіграв наступні два сезони своєї ігрової кар'єри. Більшість часу, проведеного у складі «Бохума», був основним гравцем команди.
До складу клубу «Боруссія» (Менхенгладбах) приєднався 2013 року, також на умовах оренди з «Баєра».

## Виступи за збірні
2009 року дебютував у складі юнацької збірної Німеччини, взяв участь у 5 іграх на юнацькому рівні.
Протягом 2010–2012 років  залучався до складу молодіжної збірної Німеччини. На молодіжному рівні зіграв у 4 офіційних матчах, забив 1 гол.
13 травня 2014 року дебютував в офіційних матчах у складі національної збірної Німеччини товариською грою проти збірної Польщі. Згодом провів у складі «бундестіма» ще одну товариську гру, після чого 2 червня 2014 року був включений до заявки команди для участі у фінальній частині чемпіонату світу 2014 року у Бразилії.

## Титули і досягнення
- Чемпіон світу (1):

Німеччина: 2014